# Fusa (música)

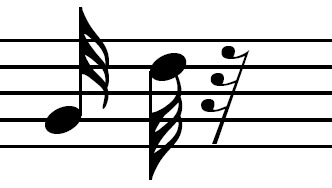
Duas fusas (abaixo e acima da terceira linha)

Fusa é a Nota musical cuja duração é metade de uma semicolcheia e o dobro de uma semifusa.
A fusa é representada por um círculo preenchido com haste e três bandeirolas. Quando a nota é escrita até a terceira linha da pauta a haste fica à direita da nota e virada para cima. Quando a nota está acima da terceira linha, a haste fica à esquerda da nota e virada para baixo. As bandeirolas sempre ficam à direita da haste
A pausa com duração de fusa é uma linha curta na diagonal, com três bandeirolas.

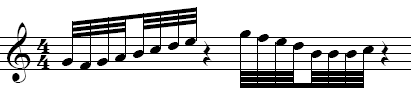
Dois grupos de oito fusas com duas pausas de semínima.

Quando há mais de uma fusa na seqüência elas são agrupadas para facilitar a leitura. O agrupamento é feito mantendo a figura e sua haste e substituindo as bandeirolas por três linhas de união entre as hastes. Quando a maior parte das notas do grupo está abaixo da terceira linha, o agrupamento é feito acima da nota. Quando a maior parte está acima da terceira linha o agrupamento é feito abaixo das notas. Em geral o agrupamento é feito de forma a compor uma unidade de tempo (oito fusas em compassos 2/4, 3/4 ou 4/4, doze fusas em compassos compostos - 6/8, 9/8 ou 12/8 e dezesseis fusas em compassos 2/2 ou 4/2). Subgrupos de quatro notas são unidos por uma única linha, para facilitar a divisão